# Samsâra (film, 2001)
Pour les articles homonymes, voir Samsara (homonymie).
Pour plus de détails, voir Fiche technique et Distribution.
Samsâra est un film de production et réalisation indépendantes réalisé en 2001. La production internationale regroupait des fonds d'origine italo-franco-indo-allemande. Les acteurs du film forment une distribution internationale composée de professionnels autant que d'amateurs.
Ce film est le premier du genre à mettre en scène des moines ladakhis adeptes du bouddhisme tibétain sur un sujet difficile au sein de la communauté Ladakhi et de la communauté religieuse, à savoir la gestion du désir, la recherche de l'illumination chez les moines,,.

## Synopsis
Ce film raconte l'histoire d'un moine bouddhiste, Tashi, qui, sortant de son ermitage au bout de 3 ans, 3 mois et 3 jours, recherche l'Illumination. De retour auprès de ses compagnons lamas, il est soudain en proie à de troublantes pulsions sexuelles. Au cours d'une expédition dans un village voisin, il fait la connaissance de Pema, une jeune femme dont il tombe amoureux. Des doutes l'assaillent et ébranlent son engagement spirituel. Apo, son moine tuteur, décide alors de l'envoyer dans un ermitage où des textes et pratiques tantriques l'initieront aux mystères de la vie sexuelle. Tashi comprend qu'il doit vivre certaines expériences s'il veut un jour y renoncer. Il choisit de quitter le monastère et de rejoindre le tourbillon du monde humain, le samsāra, pour le meilleur et pour le pire...

## Fiche technique
Sauf mention contraire, cette fiche technique est établie à partir d'IMDb.
- Titre original : Samsâra
- Réalisation : Pan Nalin
- Scénario : Tim Baker, Pan Nalin
- Photographie : Rali Raltschev
- Musique : Cyril Morin, Dadon, Tenzin Gönpo
- Sociétés de production[6] : Equinoxe, Fandango, Filmcoopi Zürich, Filmförderungsanstalt (FFA), Filmstiftung Nordrhein-Westfalen, Fonds Sud, Hessische Filmförderung, MEDIA Programme of the European Union, Monsoon Films Private Limited, Océan Films, Pan Nalin Pictures, Pandora Filmproduktion, Paradis Films
- Sociétés de distribution : Kinowelt Filmverleih, Kinowelt Home Entertainment, Solo Film Verleih (Allemagne), CDI Films (Argentine), Madman Entertainment, Niche Pictures (Australie), Filmladen (Autriche), Gloria Films (Danemark), Karma Films (Espagne), Miramax (États-Unis), Océan Films (France), Intercontinental (Hong Kong), Monsoon Films Private Limited, Sony Pictures Releasing of India Ltd. (Inde), At Entertainment (Japon), Cinemien, Homescreen(Pays-Bas), Triangelfilm (Suède), Filmcoopi Zürich, Impuls Home Entertainment (Suisse), Fandango
- Société d'effets spéciaux : Optical Art
- Budget de production : 3 000 000 $
- Genre : aventures, drame et romance
- Pays :  Inde,  Allemagne,  France,  Italie et  Suisse
- Langues : Hindi, ladakh, tibétain
- Format[7]  : couleur - 2,35:1 - DTS / Dolby Digital / SDDS - 35 mm
- Durée : 145 minutes (2 h 25) (version allemande), 138 minutes (2 h 18) (version argentine/américaine)
- Dates de sortie en salles[8] : 30 avril 2002 (France)

## Distribution
- Shawn Ku : Tashi
- Christy Chung : Pema
- Neelesha Bavora : Sujata
- Lhakpa Tsering : Dawa
- Tenzin Tashi : Karma
- Jamayang Jinpa : Sonam
- Sherab Sangey : Apo
- Kelsang Tashi : Jamayang
- Tsepak Tsangpo : Chen Tulku
- Jampa Kalsang Tamang : le chanteur au mariage

## Citations
- What is more important: satisfying one thousand desires or conquering just one?... [Qu'est-ce qui est le plus important : combler tous ses désirs ou n'en dominer qu'un ?]